# 横河武蔵野スポーツクラブ
横河武蔵野スポーツクラブ（よこがわむさしのスポーツクラブ）は、東京都武蔵野市を拠点とする、横河電機出資の総合型地域スポーツクラブである。
ラグビートップチームの横河武蔵野アトラスターズ／横河武蔵野アルテミ・スターズおよび育成カテゴリーのラグビーアカデミー、サッカートップチームの横河武蔵野FCとその傘下の横河武蔵野FCアカデミーを運営している。

## 沿革
- 2016年6月 特定非営利活動法人横河武蔵野アトラスターズ設立[1]
- 2017年2月24日 特定非営利活動法人から一般社団法人に変更。企業スポーツ活動の新しい在り方として、地域密着型の総合地域スポーツクラブを目指して設立された[1][2]。
- 2019年5月 名称を「一般社団法人横河武蔵野スポーツクラブ」に変更[1]。
- 2020年8月3日 東京武蔵野シティFCが「地域に根差し、社会貢献するサッカークラブという原点に立ち返ること」を理由としてJリーグ加盟を断念しJリーグ百年構想クラブ資格返上。同クラブの運営を2022年シーズン開幕まで随時、当クラブに統合・移管し、その一環として、すでに移行している横河武蔵野FCサッカースクール、横河武蔵野FCジュニア（U-12）に続き、2021年2月をめどにまず東京武蔵野シティFCのU-15/U-18のアカデミーチームの運営のみを当クラブに移管。社会人トップチームはJFLへの承認手続きなどを踏むことを前提に2022年2月までに移管することを明らかにした[3]。
- 2021年2月1日 NPO法人武蔵野スポーツクラブから「東京武蔵野シティFC」トップチームおよびアカデミーの運営を継承[4]。さらに同日付で、社会人トップチームを関東サッカーリーグ1部の東京ユナイテッドFCの運営法人である一般社団法人CLUB LB&BRBとの合弁により、新法人「株式会社東京武蔵野ユナイテッドスポーツクラブ」を設立し、同法人の運営する「東京武蔵野ユナイテッドFC」に改組するとともに、関東1部の東京ユナイテッドFCはアマチュアクラブチームとして存続、もう一つのアマチュアチームである東京都1部のTOKYO UNITED FC +Plusも一般社団法人CLUB LB&BRB運営によるクラブチームとして活動を継続することを発表する[5]。
- 2023年7月13日 2022シーズン後、東京ユナイテッドFC側と「Jリーグ参戦に向けたクラブの未来等について」の協議で、両者それぞれで別々に運営したほうが最良の選択だとして、業務提携解消を公表。今後は、東京武蔵野ユナイテッドFCは、名称は維持したまま当法人単独で運営、また東京ユナイテッドFCも一般社団法人CLUB LB&BRBが単独運営し、Jリーグ参戦を目指す方針を確認した[6]。
- 同年12月5日、このことを受けて、2023年度までは「東京武蔵野ユナイテッドFC」として活動してきたトップ（社会人）チームの名称を2024年度から9年ぶりに、スポンサー企業の一つである横河電機の名前を冠した「横河武蔵野フットボールクラブ」に戻すことが発表され、今後横河武蔵野FCは下部組織のユースチームやスクールとの一体化を図り、「スポーツを通して人々の心身の健全な発達と社会への発展の寄与」を目指して武蔵野地域に根付いたスポーツクラブづくりを推進するとした[7]。

## アカデミー（育成型）組織
練習はいづれも原則として武蔵野市中町にある横河電機クラブハウス内グラウンドを中心に行っている。

### サッカー
- 横河武蔵野FCアカデミー　U-18、U-15、U-12[8]
- 横河武蔵野FCスクール[9]
- 協力校：ボンフィンサッカースクール横河武蔵野（三鷹）校[10]

### ラグビー
横河武蔵野スポーツクラブ ラグビーアカデミー

- 男子中学生部：横河武蔵野アトラスターズJrアカデミー
- 女子中学生部：横河武蔵野アルテミ・スターズJrアカデミー
- 女子高校生部：横河武蔵野アルテミ・スターズユース